# Franz Ruisinger (Jurist)
Franz Ruisinger (* 26. September 1906 in Geislingen an der Steige; † 2007) war ein deutscher Jurist.

## Leben
Ruisinger war der Sohn eines Bäckermeisters. Er studierte von 1924 bis 1928 Rechtswissenschaft in Tübingen und Kiel. Seit 1924 war er Mitglied der katholischen Studentenverbindung AV Cheruskia Tübingen im CV. Er wurde 1929 in Tübingen zum Doktor der Rechte promoviert und legte 1931 die zweite Justizdienstprüfung ab. Anschließend war er als Rechtsanwalt und Notar in Stuttgart tätig. Zudem war er Aufsichtsratsvorsitzender des Schwabenverlags.
Am 22. Juni 1955 wurde Ruisinger mit 72 von 83 Stimmen vom Landtag von Baden-Württemberg zum stellvertretenden Richter am Staatsgerichtshof für das Land Baden-Württemberg gewählt. 1958, 1967 und 1976 wurde er wiedergewählt. Er amtierte bis 1985.
Ruisinger war römisch-katholisch.

## Werke
- Die selbstverschuldete Trunkenheit im deutschen Strafrecht der Gegenwart und Zukunft unter vergleichender Berücksichtigung des österreichischen Strafrechts und der österreichischen Strafgesetzentwürfe, Breslau 1929.